# Зварювальний електрод

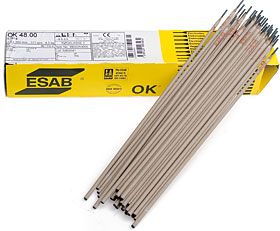
Зварювальні електроди марки ESAB OK 48.00

Зва́рювальний електро́д — електрод призначений для використання в дуговому зварюванні металів.

## Класифікація
За ГОСТ 9466—75 передбачається наступна класифікація електродів :
- за призначенням — для зварювання вуглецевих, низьколегованих, легованих і високолегованих сталей, а також для наплавки поверхневих шарів з особливими властивостями;
- за товщиною покриття — з тонким, середнім, товстим і особливо товстим покриттям;
- за видом покриття — з кислим, основним, целюлозним, рутіловим та ін.;
- за припустимим просторовим положенням — для зварювання в нижньому, горизонтальному і вертикальному, а також для всіх положень;
- за родом і полярністю зварювального струму — для зварювання змінним чи постійним струмом на прямій, зворотній чи будь-якій полярності.

Зварювальні електроди діляться на:
- покриті зварювальні електроди — електрод, у якому на металевий стрижень нанесене покриття, що поліпшує умови зварювання.
- непокриті зварювальні електроди — металеві електроди без покриттів.
- вугільний електрод

По ступені покриття розрізняють:
- тонкопокриті електроди
- середньопокриті електроди
- товстопокриті електроди

Покриті зварювальні електроди виготовляють двома способами:
- обпресуванням
- зануренням

## Різновиди електродних покриттів
Стабілізуючі покриття являють собою матеріали, що містять елементи, які легко іонізують зварювальну дугу. Наносяться тонким шаром на стрижні електродів (тонкопокриті електроди), призначених для ручного дугового зварювання.
Захисні покриття являють собою механічну суміш різних матеріалів, призначених обгороджувати розплавлений метал від впливу повітря, стабілізувати горіння дуги, легувати й рафінувати метал шва.
Застосовуються також магнітні покриття, які наносяться на дріт у процесі зварювання за рахунок електромагнітних сил, що виникають між електродним дротом, що перебуває під струмом, і феромагнітним порошком, що перебуває в бункері, через який проходить електродний дріт при напівавтоматичному або автоматичному зварюванні.

## Основні види електродних покриттів
Руднокислі електродні покриття містять окисли заліза та марганцю, кремнезем, велика кількість феромарганцю; для створення газового захисту зони зварювання в покриття вводять органічні речовини (целюлозу, деревне борошно, крохмаль й ін.).
Рутилові електродні покриття набувають значного застосування у зв'язку з розвитком видобутку мінералу рутилу, що складає в основному із двоокису титана TiO2. У покриття, крім рутилу, уведені кремнезем, феромарганець, карбонати кальцію або магнію.
Фтористо-кальцієві електродні покриття складаються з карбонатів кальцію та магнію, плавикового шпату та феросплавів.
Органічні електродні покриття складаються з органічних матеріалів, звичайно з оксицеллюлози, до якої додані шлакоутворюючі матеріали, двоокис титана, силікати тощо і феромарганець як розкислювач та легуюча присадка.
Електроди випускають діаметрами 1,6; 2,0; 2,5; 3,0; 4,0; 5,0; 6,0; 8,0; 10,0 і 12,0 мм (діаметр електрода визначається діаметром металевого стрижня). У залежності від діаметра електрода, а також марки зварювального дроту електроди виготовляють довжиною від 150 до 450 мм. Упаковують їх у коробки-пачки масою не більш 3 кг — для електродів діаметром до 2,5 мм; 5 кг — для електродів діаметром 3,0—4,0 мм; 8 кг — для електродів діаметром понад 4,0 мм.
Електроди підрозділяють на типи відповідно до ГОСТ 9467—75, 10051—75 та 10052—75.
ГОСТ 9467—75 поширюється на металеві покриті електроди для ручного дугового зварювання вуглецевих, низьколегованих і легованих конструкційних і легованих теплотривких сталей. Для зварювання вуглецевих і легованих конструкційних сталей передбачено 14 типів електродів (наприклад, Е38, Е42А, Е46 і т. д. до Е150), для зварювання легованих теплотривких сталей — 9 типів (наприклад, Е-09М, Е-05Х2М, Е-09Х1МФ і т. д.). Умовне позначення типу електрода розшифровується так: буква Е — електрод; число, що стоїть за літерою — тимчасовий опір розриву металу чи шва наплавленого металу (так, електроди типу Е46 марок ОЗС-4, АНО-3, МР-1 і інших повинні забезпечити тимчасовий опір розриву не менш 46 кгс/мм², чи 451 Мпа); буква А в кінці позначення типу вказує на підвищені пластичні властивості металу зварного шва. Букви і цифри, що входять у позначення типів електродів для зварювання легованих теплотривких сталей, показують зразковий хімічний склад наплавленого металу.
Для кожного типу електродів розроблена одна або декілька марок, які характеризуються маркою зварювального дроту, складом покриття, хімічним складом, властивостями металу шва та ін.
ГОСТ 10052—75 поширюється на електроди для зварювання корозійно-стійких, жароміцних і жаростійких високолегованих сталей і передбачає виготовлення 49 типів електродів (наприклад, Е-12Х13, Е-02Х19Н9Б і т. д.).
ГОСТ 10051—75 поширюється на покриті металеві електроди для ручного дугового наплавлення поверхневих шарів з особливими властивостями і передбачає виготовлення 44 типів наплавочних електродів (наприклад, Е-10М2, Е-90Х4М4ВФ і т. д.).
Крім покритих металевих електродів для ручного дугового зварювання, а також для механізованих видів зварювання в захисних газах застосовують металеві вольфрамові електроди. ГОСТ 23949—80 поширюється на електроди з чистого вольфраму і вольфраму з активуючими присадками, (діоксид торія, оксидів лантану та ітрія), призначені для дугового зварювання неплавким електродом, у середовищі інертних газів (аргону, гелію), а також для плазмових процесів різання, наплавлення і напилювання. Електроди випускають діаметрами 0,5; 1,0; 1,6; 2,0; 2,5; 3,0; ,4,0; 5,0; 6,0; 8,0 і 10,0 мм.
У залежності від хімічного складу електроди виготовляють наступних марок: ЕВЧ — з вольфраму чистого; ЕВЛ — з вольфраму з присадкою оксиду лантану; ЕВИ-1, ЕВИ-2, ЕВИ-3 — з вольфраму із присадкою оксиду іттрию; ЕВТ-15 — із вольфраму з присадкою диоксиду торія. Цифри в марці вольфрамового електрода вказують кількість активуючої присадки, у десятих частках відсотка. Додання до вольфраму оксидів лантану, іттрію чи торію знижує ефективний потенціал іонізації, у результаті чого полегшується запалювання дуги, підвищуються стійкість дугового розряду і стійкість електродів, що дозволяє значно збільшити щільність струму.
При дуговому зварюванні використовують також вугільні електроди, виготовлені з електротехнічного вугілля відповідно до ГОСТ 10720—75.

## Режими ручного зварювання покритими електродами
Під режимом зварювання розуміється сукупність ряду факторів (параметрів) зварювального процесу, що забезпечують стійке горіння дуги й одержання зварних швів заданих розмірів, форми і якості. При ручному дуговому зварюванні покритими електродами до таких факторів (параметрам) відносять:
- діаметр електрода;
- силу зварювального струму;
- тип і марку електрода;
- напруга дуги;
- рід і полярність зварювального струму;
- швидкість зварювання;
- положення шва в просторі;
- попередній підігрів і наступну термічну обробку.

Діаметр електрода при зварюванні в нижнім положенні шва встановлюється в залежності від товщини металу, що зварюється.
| Товщина металу, мм      | 1,5 | 2,0 | 3,0 | 4-5 | 6-8 | 9-12 | 13-15 | 16-20     |
| ----------------------- | --- | --- | --- | --- | --- | ---- | ----- | --------- |
| Діаметр електрода d, мм | 1,6 | 2,0 | 3,0 | 3-4 | 4   | 4-5  | 5     | 5 і більш |

Виконання вертикальних, горизонтальних і стельових швів незалежно від товщини металу, що зварюється, виконується електродами невеликого діаметра (до 4 мм), тому що при цьому легше попередити стікання рідкого металу і шлаку зварювальної ванни. При багатошаровому зварюванні, для кращого проварювання основи шва, перший шов заварюють електродом 3—4 мм, а наступні — електродами більшого діаметра.
Сила зварювального струму (А) встановлюється в залежності від обраного діаметра електрода. Для зварювання в нижнім положенні шва вона може бути приблизно визначена за формулою
{\displaystyle {\boldsymbol {I_{c}=Kd_{a}}}}
де K — коефіцієнт пропорційності, залежить від типу електрода і його діаметра, А/мм. Значення коефіцієнта K при зварюванні низьковуглецевих і низьколегованих сталей приведені нижче.
| Діаметр електрода ds, мм          | 1-2   | 3-4   | 5-6   |
| --------------------------------- | ----- | ----- | ----- |
| Коефіцієнт пропорційності K, А мм | 25-30 | 30-45 | 45-60 |

При зварюванні у вертикальній площині струм зменшується на 10—15 %, а у стельовому положенні — на 15—20 % проти обраного для нижнього положення шва.
Рід струму і полярність встановлюються в залежності від виду металу, що зварюється, і його товщини. При зварюванні постійним струмом зворотної полярності на електроді виділяється більше теплоти. Виходячи з цього зворотна полярність застосовується при зварюванні тонкого металу, щоб не пропалити його, і при зварюванні високолегованих сталей щоб уникнути їхнього перегріву. При зварюванні звичайних вуглецевих сталей застосовують змінний струм, що є більш дешевим у порівнянні з постійним.